# تتسویا ناکانیشی
تتسویا ناکانیشی (ژاپنی: 中西 哲也؛ زادهٔ ۲۳ اوت ۱۹۸۸) یک بازیکن فوتبال اهل ژاپن است.
از باشگاه‌هایی که در آن بازی کرده‌است می‌توان به باشگاه فوتبال ایواته گرولا موریوکا اشاره کرد.